# Selenidioides sipunculi
Selenidioides sipunculi is een soort in de taxonomische indeling van de Myzozoa, een stam van microscopische parasitaire dieren. Het organisme komt uit het geslacht Selenidioides en behoort tot de familie Selenidioididae. Selenidioides sipunculi werd in 1907 ontdekt door Dogiel.